# 阿普罗
阿普罗，是主要使用于芬兰的芬蘭語姓。以下知名人物使用此姓：
- 阿里·阿普罗，芬兰政治人物。
- 马蒂·阿普罗，（1951年－）任职于瑞士机构的研究者。
- 卡勒·阿普罗（1892年1月28日－1941年4月10日），芬兰批发商，巴西里约热内卢领事。